# Чонковська сільська рада
Чонковська сільрада (біл. Чонкаўскі сельсавет) — адміністративна одиниця на території Гомельського району Гомельської області Білорусі.

## Історія
У 1919 році в Гомельській волості була створена Хуторська сільська рада робітничих, селянських і красноармійських депутатів з центром в селище Хутор. 
30 грудня 1927 року центр сільради перенесений в село Севрюки. 
28 квітня 1988 року центр сільради перенесений в селище Чонкі.

## Склад
Чонковська сільська рада охоплює 3 населених пункти:
- Поляна — селище;
- Севруки — село;
- Чонки — селище.

Скасовані населені пункти на території сільради:
- Хутор — селище.